# Newcastle (Teksas)
Newcastle – miasto w Stanach Zjednoczonych, w stanie Teksas, w hrabstwie Young.